# Lickolamp, Värmland
Lickolamp är en sjö i Arvika kommun i Värmland och ingår i Göta älvs huvudavrinningsområde.